# Filmprogrammheft
Das Filmprogrammheft (auch Kinoprogrammheft) ist ein gedrucktes Begleitheft zu Kinofilmen, das Angaben zu Rollenbesetzung, Stab sowie als kurzen Einblick auch zur Filmhandlung bietet. Im Gegensatz zu Filmzeitschriften beschäftigt es sich nur mit Filmtiteln und nicht mit weiteren Nachrichten aus der Welt des Films. 
Eine eigene Art von Programmheften stellen jene dar, die nicht für das Publikum, sondern für die Kinobesitzer gedacht sind. Solche periodisch, etwa wöchentlich, erscheinenden Druckwerke werden sowohl von unabhängigen Verlagen als auch von den Filmverleihern selbst herausgegeben und enthalten relevante Informationen zu sämtlichen neu im Verleih befindlichen Filmen, um den Kinobesitzern die Filmauswahl zu erleichtern.

## Geschichte

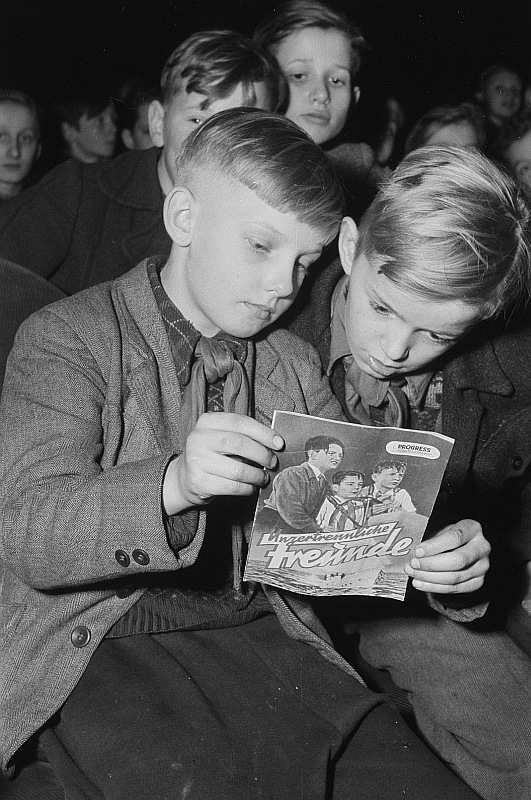
Progress-Programmheft bei der Premiere des Films
„Unzertrennliche Freunde“ im Leipziger Kino Capitol am 12. Dezember 1953

Das Programmheft mit Angaben zu Inhalten und den auftretenden Schauspielern war seit Ende des 19. Jahrhunderts an Filmtheatern in Gebrauch.
Die ersten deutschsprachigen Filmprogrammhefte erschienen in Österreich spätestens ab 1911 und in Deutschland ab 1919. Sie waren zunächst schwarz-weiß, oder im Halbton-Druckverfahren, bei dem Schwarz durch Blau-, Grün- oder Sepiatöne ersetzt ist, um den Eindruck der alten „NC-Filme“ hervorzurufen. Etwa ab 1951 gab es auch farbige Ausgaben. Die Programmheftserien wurden in der Bundesrepublik Deutschland zwischen 1960 und 1969 allmählich eingestellt, in der DDR erschienen die Programmheftserien etwa bis 1979. In Österreich werden bis zum heutigen Tag zu jedem in den Kinos anlaufenden Film noch Filmprogramme (Serien: „Neues Filmprogramm“, „Filmindex“ und „Neuer Filmkurier“) herausgegeben. Herausgeber der Programmheftserien waren zunächst Verlage, später auch einzelne Verleihfirmen, die ihre eigenen Filme beworben haben.
Mittlerweile haben fast alle traditionsreichen Filmprogrammverlage ihre Serien eingestellt (IFB Illustrierte Film-Bühne zum Beispiel beendet die Produktion Ende 1969). Somit sind viele Filmprogramme zu Raritäten geworden, die unter Sammlern ein Vielfaches des ursprünglichen Verkaufspreises von wenigen Pfennigen erzielen.
Seit 1977 gibt es die Zeitschrift Filmprogramm.

## Bedeutende Programmheftserien

### Auswahl von Programmheften aus Verlagen
Illustrierter FilmkurierDie Serie erschien bereits 1919 bei den Vereinigten Verlagsgesellschaften Franke & Co. KG. Bis 1944 erschien zu fast allen in Deutschland aufgeführten Filmen eine Ausgabe.
Illustrierte Film-BühneDie Illustrierte Film-Bühne (IFB) wurde 1946 in München von dem Verleger Paul Franke gegründet. Die Programmhefte wurden häufig in Blau, Grün, Braun oder Rot gedruckt. Mit der Nr. 8069 wurde 1969 die letzte Ausgabe produziert.
Das Neue FilmprogrammVon der Serie Das Neue Filmprogramm, erschienen bis 1960 ca. 5000 Hefte im Verlag von H. Klemmer als Konkurrenzprodukt zur Illustrierten Film-Bühne.

### Auswahl von Programmhefte der Verleihfirmen
Atlas-FilmhefteHerausgeber war der gleichnamige Filmverleih.
Progress-FilmprogrammIn der DDR erschien ab 1950 das Progress-Filmprogramm (zuerst Progress Filmillustrierte, ab 1966 dann in Film für Sie umbenannt).
TOP-FilmprogrammSechsseitiges Programmheft des österreichischen TOP-Filmverleihs.
Rialto-FilmheftProgrammheft der Schweizer Rialto-Film
Paimann’s FilmlistenErschien in Österreich von 1916 bis 1965 und war lange ein wichtiges Informationsmedium für Kinobetreiber. Als ältestes Programmheft Österreichs bietet es heute der österreichischen Filmgeschichtsforschung eine wichtige Unterstützung.